# Chastity
Chastity es un cinta dramática estadounidense de género road movie de 1969. Fue dirigida por Alessio de Paola y cuenta con Cher en el papel principal, marcando su debut en el cine, aunque no volvería a participar en otra película hasta 1982.

## Argumento
Chastity, una joven hippie estadounidense, pasa su vida dejando que el destino la lleve de un lado al otro, pero es incapaz de mantener una relación estable con ningún sujeto. Sobrevive sola, a veces ayudada por su ingenio y engañando a algunos hombres para poder hacerse con su dinero; jamás acepta ningún ofrecimiento sexual y decide vivir su vida en castidad, de ahí su nombre.
A medida que el tiempo, Chastity conoce a Eddie, un estudiante de leyes que le enseña las bondades de una relación estable. Sin embargo, el pasado no la dejará escapar, pues su tragíca infancia es la responsable de su errática personalidad.

## Reparto
- Cher como Chastity.
- Barbara London como Diana Midnight.
- Stephen Whittaker como Eddie (ó Andre).
- Tom Nolan como Tommy.
- Danny Zapien como Pimp.
- Elmer Valentine como El Primer Conductor.
- Burke Rhind como El Vendedor.
- Richard Armstrong como El Esposo.
- Autumn como La Prostituta.
- Joe Light como El Maestro de Ceremonias.
- Dolly Hunt como La Dama en la Iglesia.
- Jason Clark como El Segundo Conductor.